# Coleo di Samo
Coleo (in greco antico: Κωλαῖος?, Kōlâios; Samo, ... – ...; fl. VII secolo a.C.) è stato un navigatore e mercante greco antico, che, secondo Erodoto (IV, 152) fu il primo tra i Greci ad arrivare a Tartesso (640 a.C. circa); dopo aver ricevuto una ricca ricompensa dal re di Tartesso, Argantonio, ritornò in Grecia.

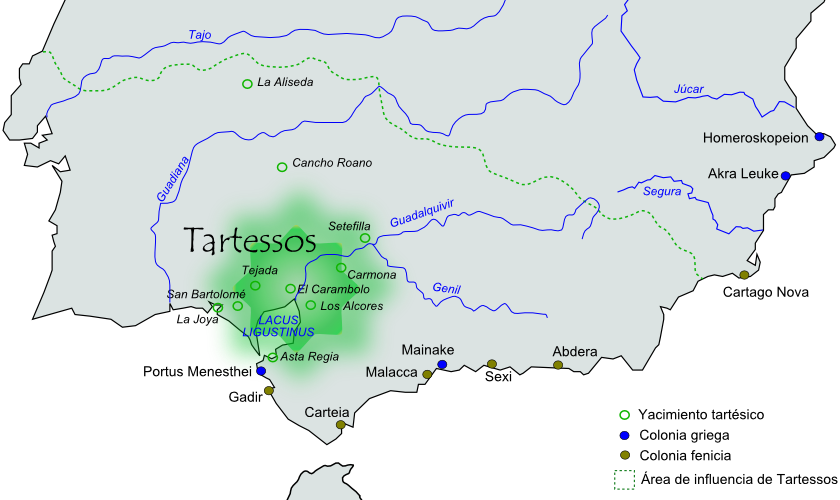
Area dell'influenza di Tartesso.

In un'epoca in cui la maggior parte dei viaggiatori greci erano sconosciuti, Erodoto credette che Coleo e Sostrato di Egina fossero abbastanza importanti da essere menzionati nelle sue Storie. Coleo, durante il suo viaggio in Egitto, fu portato fuori rotta da una tempesta talmente forte, che lo trascinò fuori dal mar Mediterraneo, nell'Oceano Atlantico presso il sud-est della Spagna, presso la città di Tartesso. La città, che era già stata visitata da altri esploratori greci, permise a Coleo di ritornare a Samo con un carico di prezioso metallo, la cui decima parte verrà devoluta alla dea Era. 
È possibile che la tempesta fosse stata un'invenzione di Coleo per nascondere il commercio di metallo con Tartesso. Più tardi i Fenici, seguendo la rotta di Coleo, riuscirono a guadagnarsi abbastanza denaro per costruire una cinta di fortificazione presso la città di Focea.